# Paulinus von Girona
Paulinus (auch als Paulinus von Girona benannt, wirksam Anfang des 4. Jahrhunderts (Diokletianische Christenverfolgungen)) war ein Märtyrer der Römisch-katholischen Kirche aus Girona. Paulinus ist identisch mit dem Märtyrer Paulus von Castelló d’Empúries. Paulinus wird in der katholischen Kirche am 8. Juni verehrt.

## Leben und Werk
Paulinus war der Überlieferung nach mit Germanus, auch Gesmanus genannt, Scicius und Justus einer von vier Märtyrern, die Opfer der diokletianischen Christenverfolgung in Girona wurden. Sie führten den Beinamen „Gesteinigte“ (lateinisch: „Lapicidae“). Es sind allerdings nur gefälschte Heiligenakten überliefert, in denen das Leiden der vier gekrönten Märtyrer geschildert wird. Deshalb kann selbst der Beiname „Lapicidae“ nicht als gesichert gelten. Ihre Reliquien befanden sich in einer der Heiligen Maria geweihten Kirche außerhalb der Stadt Girona. Auf Weisung Karls des Großen wurden ihre Reliquien in die Kathedrale von Girona und um 1200 in die eigens für sie erbaute Kapelle der heiligen Märtyrer innerhalb der Kathedrale verbracht.